# Bitwa pod Seonghwan
Bitwa pod Seonghwan – pierwsze starcie lądowe wojny chińsko-japońskiej, stoczone 29 lipca 1894 roku pod wsią Seonghwan niedaleko miasta Asan w Korei, pomiędzy armią japońską a chińską.
Po wymuszonej przez Japończyków zmianie władzy w  Korei 23 lipca 1894, stało się jasne, że starcie, do którego Chińczycy i Japończycy przygotowywali się od jakiegoś czasu, wzmacniając swe siły, jest nie do uniknięcia: obie strony dążyły do wyparcia przeciwnika z Korei, by zdobyć w niej pełnię wpływów. W trakcie wzmacniania sił doszło do potyczki morskiej pod Pungdo niedaleko Asanu, w której japońskie krążowniki zatopiły brytyjski transportowiec wiozący 1,2 tys. chińskich żołnierzy.
Wobec rozpoczęcia de facto walk, choć jeszcze nie de iure wojny, japońska Armia Cesarska wyruszyła z Seulu w celu zdobycia portowego miasta Asan. Chińczycy, obawiając się odcięcia nad brzegiem morza, zajęli silną pozycję na północny wschód od Asanu, na wzgórzach koło Seonghwan. Naturalnie obronne pozycje za dwoma niewielkimi rzeczkami (na których zerwali mosty) wzmocnili usypując sześć redut, chronionych dodatkowo zasiekami. Chińskie siły liczyły ok. 2,5 tys. żołnierzy (nie dotarł następny tysiąc, który utonął w wyniku starcia pod Pungdo).
Generał Yoshimasa Oshima wyruszył na czele ok. 3 tys. żołnierzy z 5. Dywizji i 9. Brygady z Seulu i 28 lipca dotarł pod Seonghwan. Uderzając dwoma kolumnami, lewą która miała wykonać pozorowany atak pod dowództwem płk. Takedy i prawą, silniejszą, która pod jego osobistą komendą miała wykonać główne uderzenie. Siły japońskie w nocy przeprawiły się przez rzekę, odparłszy chiński kontratak o 3 nad ranem i o 6 rano uderzyły na główne pozycje chińskie, zdobywając je ok. 7.30. Szybkie natarcie wojsk japońskich nie pozwoliło wycofać się Chińczykom w porządku na Ch'ŏnan. Dobrze sprawiła się artyleria japońska, obezwładniając pozycje chińskie i japońscy oficerowie, którzy odważnie poprowadzili oddziały do ataku, choć wielu z nich zostało rannych.
Japończycy uderzyli następnie na Asan, spodziewając się tam zawziętej obrony w oparciu o mury miejskie, ale znaleźli otwarte bramy. Chińskie oddziały (ok. 1,5 tys. ludzi) bocznymi drogami przemknęły się na północ, dołączając do głównych sił chińskich koło Pjongjangu. Wojska japońskie wróciły do Seulu 5 sierpnia. Ich łączne straty w kampanii wyniosły 39 zabitych (wliczając zmarłych z ran) i 49 rannych; chińskie wyniosły ok. 100 zabitych i 400 rannych. Japończycy zdobyli 8 dział, znaczne zapasy żywności, amunicji i wiele flag.
Po bitwie oficjalnie została wypowiedziana wojna pomiędzy cesarzem Chin a cesarzem Japonii.